# Électroanalyse
Les méthodes électroanalytiques sont une classe de techniques de chimie analytique qui caractérisent un analyte en utilisant de l’électricité, notamment par électrolyse. Ces méthodes sont utilisées pour réaliser des dosages chimiques (titrage pour déterminer le point d'équivalence) ou physico-chimiques.
Selon le paramètre mesuré, les méthodes d’électroanalyse peuvent être classées comme suit :
- les méthodes électrochimiques où il y a un transfert d'électrons entre les électrodes ;
- la conductimétrie où il n'y a pas de transfert d'électrons entre les électrodes. On mesure la résistance électrique provenant de la présence d'ions dans le liquide testé.

|                               | Paramètre mesuré         | Paramètre constant             | Dosage physico-chimique                                                 | Dosage chimique (titrage)                                | Dosage en fonction du temps |
| ----------------------------- | ------------------------ | ------------------------------ | ----------------------------------------------------------------------- | -------------------------------------------------------- | --------------------------- |
| Méthodes électrochimiques     | Potentiel électrique (E) | i = constante = 0              | Potentiométrie                                                          | Titrage potentiométrique (exemple : titrage pH-métrique) | Chronopotentiométrie        |
| Méthodes électrochimiques     | Intensité électrique (i) | E = constante                  | Ampérométrie (en)                                                       | Titrage ampérométrique (en)                              | Chronoampérométrie          |
| Méthodes électrochimiques     | i = f(E)                 |                                | Voltampérométrie (exemple : voltampérométrie cyclique et polarographie) |                                                          |                             |
| Méthodes électrochimiques     | Charge électrique (Q)    | E = constante ou i = constante | Coulométrie (exemple : voltamètre d'Hofmann)                            | Titrage coulométrique                                    | Chronocoulométrie           |
| Méthodes électrochimiques     | Masse                    | E = constante                  | Électrogravimétrie                                                      |                                                          |                             |
| Méthodes non-électrochimiques | Résistance électrique    |                                | Conductimétrie                                                          | Titrage conductimétrique                                 |                             |

## Revues scientifiques
- Electroanalysis
- Journal of Electroanalytical Chemistry